# Björn Kindahl
Björn Kindahl, född 20 juli 1987, är en svensk före detta ishockeyspelare som har spelat för BIK Karlskoga i Hockeyallsvenskan. Hans moderklubb är Karlskoga HC. Han har spelat sju matcher för Lindlövens IF.

## Klubbar
- Karlskoga HC
- Lindlövens IF
- BIK Karlskoga